# モツゴ
モツゴ（持子、脂魚、学名：Pseudorasbora parva）は、コイ目コイ科モツゴ属の淡水魚の一種である。日本、中国を含む東アジアに分布し、都市周辺部においてもよく見られる。

## 名称
関東地方では、受け口の頭部形状に由来するクチボソ（口細）の別名でも知られる。関西地方ではムギツクをクチボソということがあり、新潟県などではマガレイを指すなど、カレイ科の魚を指す地方もある。他の地方名として、ヤナギモロコ（岐阜）、イシモロコ（滋賀）、ヤナギハヤ（群馬）などもある。
漢名は「麦穂魚」で、地方名に「假青衣」、「羅漢魚」、「浮水仔」などがあり、客家語では「禾稿公」と呼ぶ。「もつ」は脂っこいのを「むつこい」ということから「むつ」が「もつ」に変化。「こ」は魚を表す語尾。

## 形態
全長8 cm前後。最大11 cmだが、飼育下ではさらに大型化することもある。体色は銀白色で完全な側線をもち、側線に沿って1本の明瞭な黒色縦条が入る。ただし縦条は成長につれ薄れて消失したり、もともとない個体も存在する。近縁種のシナイモツゴやウシモツゴは側線が不完全な点が、モツゴとの外見上はっきりした相違である。タモロコにも似るが、モツゴには口ひげがなく、タモロコの方が寸胴体形をしていることで見分けられる。

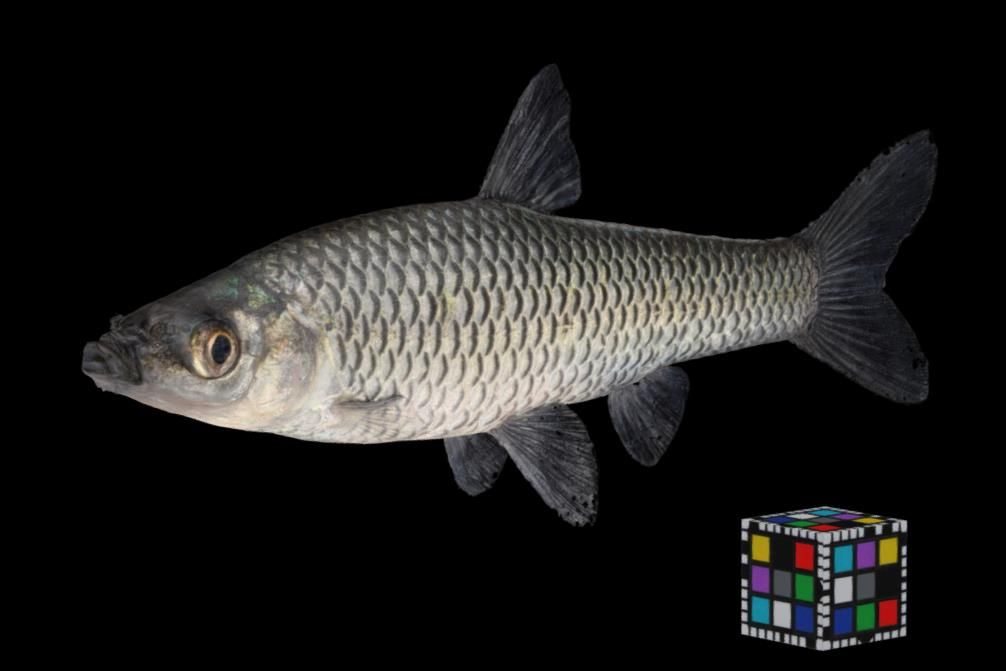
モツゴのオスの3Dモデル

## 分布
日本では関東地方以西の本州・四国・九州、日本以外では台湾・香港を含む中国東部・朝鮮半島・アムール地方までの東アジアに広く分布する。ただしその適応力の高さから有用魚種の移入に紛れて分布を広げており、いまや本来の分布域ではない東北地方や北海道、南西諸島、日本以外でもヨーロッパやアジア各地で生息が確認されている。
日本では新たに分布を広げた水域で近縁在来種シナイモツゴ（東日本）やウシモツゴ（濃尾平野）（2種とも絶滅危惧種 ）と交雑し、やがて在来種が駆逐されモツゴに置き換わる現象が各地で発生し問題視されている。一方、ブラックバスやブルーギルが移入された水域では食害により著しく個体数が減少し、絶滅が危惧される例もある。2008年現在、レッドリストに記載がある自治体は、宮崎県（情報不足）、高知県（絶滅危惧II類）、愛媛県（準絶滅危惧）、徳島県（留意）、山口県（絶滅危惧II類）、滋賀県（希少種）、千葉県（一般保護生物）。
イギリスでは外来種として定着しており、バイオロジカルコントロールとして在来種であるパーチを導入して、生態系に与える影響を減らしている。

## 生態
湖沼や河川下流域、用水路、ため池、水田など幅広い淡水域に生息し、水草が豊富で流れの緩やかな浅底部に群れて生活する。泥底を好むが砂利やコンクリートにも適応する。水質汚濁や環境変化への適応力が高く、富栄養化が進行した湖沼や護岸河川、公園の池などにも定着している。
食性は雑食性で、アカムシ（ユスリカの幼虫）などの小型水生昆虫やプランクトン、付着藻類などを摂食する。水面で採餌する際、小さな口で勢いよく吸い込むためパチパチと音を発する場合がある。天敵は人間の他にもサギやカイツブリなどの水鳥、ブラックバスやブルーギルなどの肉食魚がいる。
繁殖期は4 - 8月で、春から夏にかけて比較的長期間に渡る。産卵は数回に分けて行われ、1尾平均で1,184粒の卵を持つ。繁殖期のオスは全身が黒っぽい婚姻色を呈するとともに吻先に追星が生じ、水草の茎や底石などに付着したゴミや藻類を綺麗に除去して産卵床を作り縄張りとする。別のオスが侵入すると、縄張りの主は激しくぶつかって侵入者を排除しようとし縄張り争いとなる。産卵は雌雄一対で行われるが、いったん産卵が済むとオスはさらに別のメスを縄張りに誘い入れて産卵させることを繰り返す。
卵が孵化するまでの70 - 80時間（水温23 - 25 °C下）またはそれ以上の間、オスは卵に寄り添い外敵の接近やゴミの付着を防ぐなどして保護する。この習性が悪条件下での繁殖力に寄与すると考えられている。1年で成魚となり、寿命は3年ほどである。

## 利用

### 食材
タナゴ類やモロコ類と同様に佃煮や甘露煮などの材料となり、加工されずに鮮魚として一般に流通することはまれである。本種は、唐揚げや天ぷらで食べても美味という。しかし、多くの淡水魚同様寄生虫の問題があるので、生食は避けるべきである。千葉県北部の手賀沼など、主要な漁業資源として重視されている所もある。印旛沼では「ボサ漁」と呼ばれる、網の上に小枝を集めた「ボサ束」を敷き、周りにえりを作った定置網漁法が行われており、成田山新勝寺門前のみやげ品「ざこの佃煮」としても売られている。中国料理では、唐揚げにすることが多い。